# Ісландська крона

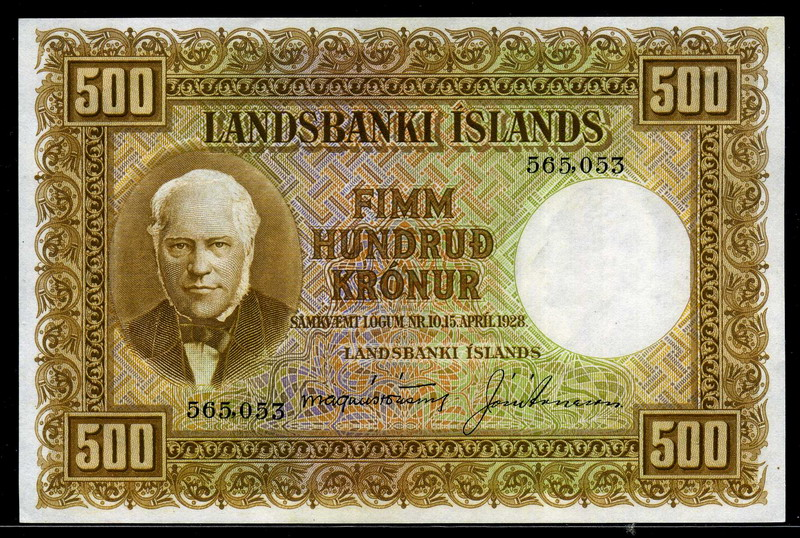
500 ісландських крон 1928 року (сьогодні не використовуються)

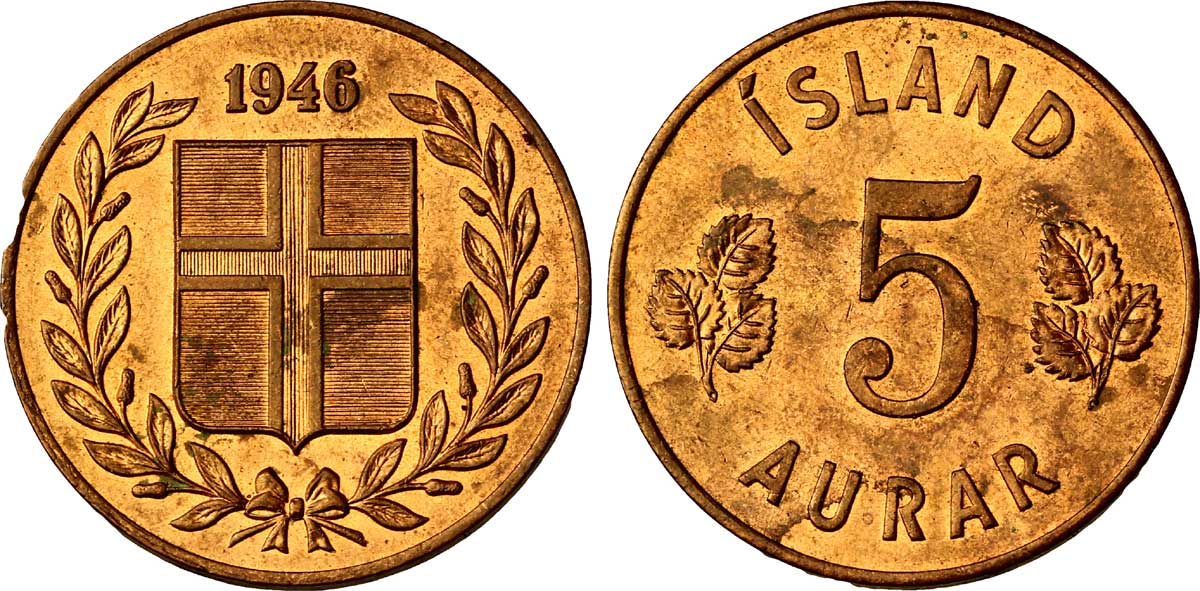
5 аурар

Ісландська крона (ісл. íslensk króna, код: ISK) — офіційна валюта Ісландії. Введена в 1885. В обігу перебувають монети 1, 5, 10, 50 та 100 крон і банкноти 500, 1 000, 2 000, 5 000 та 10 000 крон.
Теоретично крона складається із 100 ейре (ісл. eyrir), але всі монети, номіналом менше 1 крони були виведені з обігу. Банкноти номіналом 10, 50 та 100 крон більше не випускаються.

## Історія
До початку XX століття ісландська крона випускалася як похідна від данської крони з прив'язкою до неї.
У 1873-1914 Данія входила в Скандинавський монетний союз, за яким її валюта мала фіксований курс відносно шведської крони, норвезької крони та відносно золота.
З 1 грудня 1918 Ісландія отримала часткову державну самостійність: у сфері зовнішніх зносин Ісландію до 1944 представляла Данія.
Випуск ісландських банкнот розпочато на підставі закону від 18 вересня 1885. Перший випуск банкнот складався з трьох номіналів — 5, 10 і 50 крон Національного казначейства зразка 1886. У 1904 почав випуск банкнот приватний Банк Ісландії, а в 1907 — державний Національний банк Ісландії. У 1927 Національний банк Ісландії отримав виключне право випуску банкнот.
У 1947 випущені банкноти нового зразка, які в період з 31 грудня 1947 до 9 січня 1948 замінили банкноти попередніх випусків у співвідношенні 1:1.
У 1961 створено Центральний банк Ісландії. В 1963 банк почав випуск банкнот, які поступово замінювали в обігу банкноти Національного банку.
1 січня 1981 проведена деномінація 100:1, обмін проводився до 30 червня того ж року. Випущені банкноти зразка 1981 року в 10, 50, 100 і 500 крон.
У 1984 випущена купюра в 1 000 крон, в 1986 — 5 000 крон, в 1995 — 2 000 крон, в 2013 — 10 000 крон.

## Валютний курс
У 2008 внаслідок фінансової кризи ісландська крона знецінилася на 85% по відношенню до євро, після чого в країні велися розмови про вступ Ісландії до ЄС та перехід на євро (див. Фінансова криза 2008 року в Ісландії).

Графік валютного курсу відносно євро з 1999 (крон за 1 євро)